# Lactarius vietus
Lactarius vietus (conocido comúnmente como níscalo gris)es una especie de hongo de la familia Russulaceae, descrita por primera vez por Elias Magnus Fries. Produce setas de tamaño moderado y quebradizas, que crecen en el suelo de los bosques o sobre madera en descomposición. El sombrero aplanado-convexo puede variar en forma, a veces formando la forma de un embudo ancho. Es típicamente gris, pero el color varía. La especie tiene láminas apiñadas de color claro, que producen leche blanca. La impresión de las esporas es típicamente blanquecina, pero también varía considerablemente. Las setas suelen tener un sabor fuerte y acre y se han descrito como no comestibles, pero otros autores las han descrito como consumibles después de hervirlas. L. vietus se alimenta formando una relación ectomicorrícica con los árboles circundantes, y prefiere el abedul. Crece en los meses de otoño y es bastante común en Europa, Norteamérica y Asia oriental.

## Taxonomía
Lactarius vietus fue descrito por primera vez por Elias Magnus Fries en 1821 como Agaricus vietus en su Systema Mycologicum. En su obra de 1838 Epicrisis systematis mycologici, Fries reclasificó la especie como Lactarius, dándole su nombre actual. Los intentos posteriores de reclasificar la especie no han tenido éxito. En su obra de 1871 Der Führer in die Pilzkunde, Paul Kummer reclasificó la especie como miembro de Galorrheus, y en la Revisio generum plantarum de Otto Kuntze de 1891, la especie se colocó en el género Lactifluus. En la actualidad, tanto Galorrheus vietus como Lactifluus vietus se consideran sinónimos obligados (nombres diferentes para la misma especie basados en un tipo) de Lactarius vietus. El epíteto específico procede del latín vietus, que significa encogido. Se conoce comúnmente como níscalo gris.

## Descripción

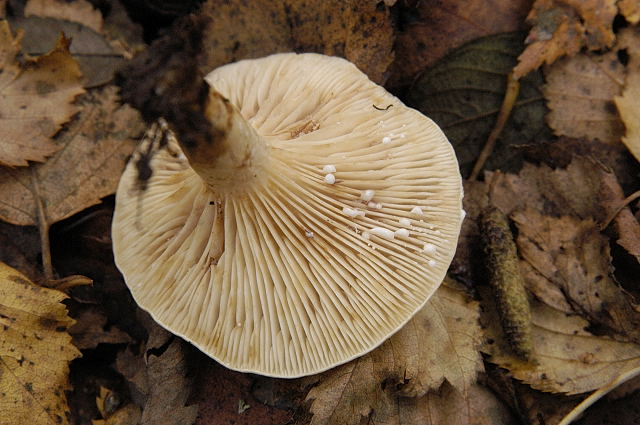
L. vietus branquias con leche

Lactarius vietus suele tener un sombrero de 2,5 a 7,5 centímetros (1 a 3 pulgadas) de diámetro, con forma aplanada-convexa.  A veces, el sombrero tiene forma de embudo, y a veces presenta un umbo ancho o puntiagudo, aunque el centro del sombrero suele estar deprimido. El sombrero es de color gris, a veces con tintes violetas, color carne, marrón amarillento pálido o rojo, aunque es más pálido hacia el margen del sombrero en los hongos jóvenes. También se han registrado especímenes muy pálidos en los Estados Unidos, aunque no son verdaderos albinos. El margen del sombrero está curvado hacia dentro en los especímenes más jóvenes, y ondulado. La superficie del sombrero es lisa, y puede ser viscosa o pegajosa cuando está húmeda. El tallo mide de 2,5 a 8 centímetros por 2 a 7 centímetros y suele tener forma cilíndrica. A veces, el tallo se estrecha hacia abajo o tiene forma de garrote. El color del tallo es blanquecino o grisáceo, más pálido en la parte superior, bastante débil y se rompe con facilidad. La carne es de color blanquecino-amarillento, y a menudo está ausente en el tallo, dejándolo hueco. Las branquias apiñadas pueden ser decurrentes (con la branquia corriendo por el tallo) o adnatas (con toda la profundidad de la branquia conectada al tallo), y de color blanquecino a amarillento sucio. Son delgadas y flácidas, y hay de tres a cuatro niveles de lamélulas (branquias cortas que no llegan al tallo desde el margen del sombrero). Las branquias producen leche blanca, que se seca de color gris parduzco o verdoso después de unos 20 minutos. La carne de la seta se tiñe lentamente de un color grisáceo si se le aplica una gota de solución de FeSO4 como prueba química de color.

### Características microscópicas
La impresión de la espora es típicamente de color blanco cremoso, con un ligero tinte salmón, pero se ha observado que varía de blanco a amarillo dependiendo de la densidad, lo que significa que no es un medio útil de identificación. Las esporas individuales son de color blanco-amarillento, amiloides (tinción azul en el reactivo de Melzer) e hialinas. En cuanto a la forma, las esporas son elípticas, con una red de crestas moderadamente bien desarrollada, y miden entre 8 y 9,5 por 6,5 y 7,5 micrómetros (μm). Los pleurocistidios (cistidios en la cara de las branquias) tienen forma de huso estrecho, y suelen medir entre 40 y 75 μm de largo, pero a veces alcanzan los 86 μm de longitud, por 6 y 11 μm de ancho en el punto más ancho. Los queilocistidios (cistidios en el borde de las agallas) tienen forma de hoja o huso, miden entre 30 y 52 μm de largo por 4 a 7 μm de ancho. Los basidios tienen cuatro esporas y forma de garrote, miden entre 36 y 42 μm de largo por 8 y 12 μm de ancho.

### Especies similares
Lactarius uvidus tiene un aspecto similar. Su color es rosa pálido y su carne adquiere un color violeta-lila cuando se corta. La leche blanca tiene un sabor suave. Lactarius mammosus, una especie descrita por Fries pero no mencionada a menudo por la comunidad micológica durante algún tiempo después de su muerte, también es similar. Meinhard Moser, al examinar la identidad de L. mammosus, llegó a la conclusión de que «sin duda está más estrechamente relacionado con L. vietus que con L. fuscus, pero difiere en el hábito y el color. Las esporas son ligeramente más largas y las esculturas son menos pronunciadas en L. vietus".

## Comestibilidad
La leche de Lactarius vietus tiene un sabor muy picante, y el hongo carece de un olor distintivo. Aunque muchos micólogos lo describen como no comestible, David Pegler afirma que su sabor acre se puede eliminar después de hervirlo, lo que permite su consumo. Aunque el sabor fuerte y acre es una característica definitoria de la especie, es más débil o incluso ausente en algunos hongos más viejos, lo que no es inusual para las especies de Lactarius. Ocasionalmente, sin embargo, se han recogido setas de la especie que tienen un sabor suave; esto también se ha observado en otras especies con sabores típicamente acres.

## Distribución, hábitat y ecología
Lactarius vietus es bastante común y puede encontrarse creciendo en zonas húmedas bajo los árboles en otoño, a menudo entre musgo Sphagnum. Aunque prefiere el abedul, también se ha encontrado bajo el roble. Forma una relación ectomicorrícica con los árboles bajo los que crece. También puede encontrarse creciendo sobre madera en descomposición u otras superficies duras; se han observado especímenes tanto en troncos de coníferas como de frondosas. A pesar de crecer sobre madera podrida, la especie no es saprótrofa, sino que los micelios de la especie se unen a las raíces de los árboles que crecen a través o cerca de la madera. Se trata de una adaptación especialmente útil cuando el suelo está húmedo o es pobre en nutrientes. En ocasiones, los hongos pueden crecer en grandes cantidades, pero también se pueden encontrar creciendo en grupos apretados o de forma solitaria cuando crecen fuera de temporada.  La especie puede encontrarse en Europa, con recolecciones en Escandinavia, las Islas Británicas Bulgaria, Alemania, y el norte de Turquía; en Norteamérica, se ha registrado como común en Canadá y tanto en el norte como en el sur de Estados Unidos; en el norte de Asia, se encontró en regiones cercanas tanto al río Oka como al río Angara central en Siberia; y en el este de Asia, se ha recolectado en China.